# Antònia Vicens Picornell
Antònia Vicens i Picornell (Santañy, Insulele Baleare, 1941) este o scriitoare spaniolă de limbă catalană.
Prima carte a fost publicată o colecție de povestiri Banc de fusta (banc de lemn), acesta a fost acordat un premiu în micul oraș  Cantonigros în 1965. Următorul său roman, 39º a l'ombra (39º la umbră), cu toate acestea, a primit un premiu major, premiul Sant Jordi, în 1967. In 1977 a intrat în consiliul de Associació d'Escriptors en Llengua Catalana (AELC) ca vice-presedinte pentru Insulele Baleare. Distins cu alte premii literare, o recunoaștere globală a carierei sale a venit cu Premi Creu de Sant Jordi în 1999 și medalia Ramon Llull în 2004, care a demisionat în semn de protest față Baleare politică lingvistică guvernamentală. Cărțile sale au fost traduse în germană și spaniolă.

## Opera

### Povestiri scurte
- 1968 Banc de fusta
- 1980 Primera comunió
- 2005 Tots els contes

### Romane
- 1968 39º a l'ombra
- 1971 Material de fulletó
- 1974 La festa de tots els morts
- 1980 La Santa
- 1982 Quilòmetres de tul per a un petit cadàver
- 1984 Gelat de maduixa
- 1987 Terra seca
- 1997 L'àngel de la lluna (copii)
- 1998 Massa tímid per lligar (tineret)
- 1998 Febre alta
- 2002 Lluny del tren
- 2007 Ungles perfectes

### Memorii
- 1993 Vocabulari privat (împreună cu Josep Maria Llompart de la Peña)

## Premii literare
- 1967: Sant Jordi de novela pentru 39º graus a l'ombra
- 1981: Premi Ciutat de Palma de novel·la pentru Quilòmetres de tul per a un petit cadàver